# Mobile Submarine Simulator
Mobile Submarine Simulator (MOSS) – amerykańska torpeda kalibru 21" (533 mm) niewyposażona w głowicę bojową, lecz zdolna do generacji dźwięku dokładnie odpowiadającego sygnaturze akustycznej wyposażonego w nią okrętu. Pierwsze torpedy MOSS weszły do służby w 1976 roku, po czym zostały rozmieszczone na pokładach wszystkich amerykańskich strategicznych atomowych okrętów podwodnych, wchodzących do służby po 1980 roku. W trakcie służby, MOSS była stale ulepszana, zaś jej wariant o przedłożonym zasięgu nosi nazwę LEMONSS (Long-endurance Mobile Submarine Simulator)